# Rakúsy
Rakúsy és un poble i municipi d'Eslovàquia. Es troba a la regió de Prešov, al nord del país.

## Història
La primera referència escrita de la vila data del 1288.

## Demografia
| Godina             | 1994 | 2004    | 2014    | 2024    |
| ------------------ | ---- | ------- | ------- | ------- |
| Nombre de persones | 1477 | 2151    | 3038    | 3512    |
| Diferència         |      | +45,63% | +41,23% | +15,60% |

| Godina             | 2023 | 2024   |
| ------------------ | ---- | ------ |
| Nombre de persones | 3415 | 3512   |
| Diferència         |      | +2,84% |